# Jack Dwan
John P. Dwan, detto Jack (3 maggio 1921 – Skokie, 4 agosto 1993), è stato un cestista statunitense, professionista nella NBL e nella BAA.

## Palmarès
- Campione NBL (1948)
- Campione BAA (1949)